# Kassaho
Kassaho est une commune rurale située dans le département de Béréba de la province de Tuy dans la région des Hauts-Bassins au Burkina Faso.

## Géographie
Kassaho se trouve à 7 km à l'est de Maro.

## Santé et éducation
Le centre de soins le plus proche de Kassaho est le centre de santé et de promotion sociale (CSPS) de Maro.